# Area Sanremo
Area Sanremo ist ein italienischer Popmusikwettbewerb für Nachwuchsmusiker, der seit 1997 mit einer Unterbrechung unter wechselnden Namen in Sanremo stattfindet.

## Format
Der Wettbewerb richtet sich an Nachwuchsmusiker und bietet diesen über einen längeren Zeitraum gezieltes Training durch Experten an. Aufgrund dieses Akademiecharakters trug das Angebot anfangs den Namen Accademia della Canzone di Sanremo. Am Ende des Wettbewerbs werden üblicherweise durch eine Kommission mehrere Finalisten ausgewählt, die im folgenden Jahr in der Newcomer-Kategorie des Sanremo-Festivals antreten dürfen. 1997, 2018 und 2021–2023 qualifizierten sich die Sieger hingegen für den getrennten Wettbewerb Sanremo Giovani.
Von den Area-Sanremo-Finalisten gewannen später bislang (Stand: 2021) drei in der Newcomer-Kategorie (Anna Tatangelo, Arisa und Mahmood) sowie zwei auch in der Hauptkategorie (Arisa und Mahmood).

## Übersicht
| Jahr | Name                               | Sieger                                                                    |
| ---- | ---------------------------------- | ------------------------------------------------------------------------- |
| 1997 | Accademia della Canzone di Sanremo | Luca Sepe, Federico Stragà, Nitti & Agnello                               |
| 1998 | Accademia della Canzone di Sanremo | Quintorigo, Elena Cataneo, Boris                                          |
| 1999 | Accademia della Canzone di Sanremo | Lythium, Claudio Fiori, B. A. U.                                          |
| 2000 | Accademia della Canzone di Sanremo | Moses, Carlito, Ricky Anelli, Isola Song                                  |
| 2001 | Accademia della Canzone di Sanremo | Anna Tatangelo, Archinuè, Botero, Andrea Febo                             |
| 2002 | Accademia della Canzone di Sanremo | Roberto Giglio, Allunati, Marco Fasano, Filippo Merola                    |
| 2003 | —                                  | —                                                                         |
| 2004 | SanremoLab                         | Veronica Ventavoli, Giovanna D’Angi, Christian Lo Zito                    |
| 2005 | SanremoLab                         | Tiziano Orecchio, Monia Russo, Antonello Carozza                          |
| 2006 | SanremoLab                         | Stefano Centomo, Pquadro, Khorakhanè                                      |
| 2007 | SanremoLab                         | Giua, Ariel, Valeria Vaglio                                               |
| 2008 | SanremoLab                         | Arisa, Simona Molinari                                                    |
| 2009 | SanremoLab                         | Romeus, Jacopo Ratini                                                     |
| 2010 | SanremoLab                         | Roberto Amadè, Gabriella Ferrone                                          |
| 2011 | Area Sanremo                       | Bidiel, Iohosemprevoglia                                                  |
| 2012 | Area Sanremo                       | Irene Ghiotto, Renzo Rubino                                               |
| 2013 | Area Sanremo                       | Vadim, Bianca                                                             |
| 2014 | Area Sanremo                       | Amara, Chanty                                                             |
| 2015 | Area Sanremo                       | Mahmood, Miele                                                            |
| 2016 | Area Sanremo                       | Valeria Farinacci, Braschi                                                |
| 2017 | Area Sanremo                       | Leonardo Monteiro, Alice Caioli                                           |
| 2018 | Area Sanremo                       | Mescalina, Francesca Miola, Sisma, Deschema, Roberto Saita, Fedrix & Flaw |
| 2019 | Area Sanremo                       | Matteo Faustini, Gabriella Martinelli e Lula                              |
| 2020 | Area Sanremo                       | Elena Faggi, Dellai                                                       |
| 2021 | Area Sanremo                       | Destro, Littamè, Senza_Cri, Vittoria                                      |
| 2022 | Area Sanremo                       | Colla_Zio, Fiat 131, Noor, Romeo & Drill                                  |
| 2023 | Area Sanremo                       | Dipinto, Fellow, Nausica, Omini                                           |
| 2024 | Area Sanremo                       | Etra, Maria Tomba                                                         |